# Kvantisering (signalbehandling)

en samplad signal

en kvantiserad signal

en samplad och kvantiserad signal

Kvantisering är en process inom digital signalbehandling som innebär att man approximerar (avbildar) en kontinuerlig värdemängd (eller en diskret värdemängd med väldigt många värden) till en relativt liten målmängd av diskreta värden eller symboler. Två exempel är avrundning av temperatur till halva grader eller avrundning av alla reella tal mellan 0 och 100 till alla heltal från 0 till 100.
Avståndet mellan approximationsnivåerna kallas kvantiseringssteg och är ofta konstant. Felet vid kvantisering, kallat kvantiseringsfel, är
kvantiserat värde - verkligt värde
och är till beloppet maximalt 0,5*kvantiseringssteget.